# Уцехув (Нижньосілезьке воєводство)
Уцехув (пол. Uciechów, нім. Bertholdsdorf) — село в Польщі, у гміні Дзержонюв Дзержоньовського повіту Нижньосілезького воєводства.
Населення — 1040 осіб (2011).
У 1975-1998 роках село належало до Валбжиського воєводства.

## Демографія
Демографічна структура станом на 31 березня 2011 року:
|          | Загалом | Допрацездатний вік | Працездатний вік | Постпрацездатний вік |
| -------- | ------- | ------------------ | ---------------- | -------------------- |
| Чоловіки | 517     | 100                | 372              | 45                   |
| Жінки    | 523     | 86                 | 326              | 111                  |
| Разом    | 1040    | 186                | 698              | 156                  |